# Manuel Riemann
Manuel Riemann-Lorenzen (ur. 9 września 1988 w Mühldorf am Inn) – niemiecki piłkarz występujący na pozycji bramkarza w niemieckim klubie VfL Bochum. Wychowanek Wacker Burghausen, w trakcie swojej kariery grał także w takich zespołach, jak VfL Osnabrück oraz Sandhausen.
Jego brat Alexander również jest piłkarzem. 18 listopada 2011 zagrał przeciwko swojemu bratu, który strzelił w tym meczu gola z rzutu karnego.